# Allan Ramsay
Allan Ramsay (1713-1784) fou un retratista escocès, el qual treballà principalment a Londres.

## Biografia
Fill del poeta Allan Ramsay (1686-1758), va rebre una formació artística rudimentària a Edimburg i després va anar a Londres per a treballar amb el pintor de retrats suec Hans Hysing (1734).
Va estudiar a Londres, Roma i Nàpols (ací amb Francesco Solimena), i quan l'any 1739 es va instal·lar a Londres, va aportar un aire cosmopolita a la pintura del retrat. Fou el retratista més important de Londres des de l'any 1740 aproximadament fins a l'aparició de Joshua Reynolds, a mitjan dècada del 1750.
Els seus quadres femenins posseeixen indiscutiblement una mena de gràcia francesa (La muller de l'artista: Margaret Lindsay of Evelick, Edimburg, Galeria Nacional d'Escòcia, 1754-1755) i en aquest camp continuà essent un rival seriós de Joshua Reynolds, que es va sentir molt ofès quan, l'any 1760, Ramsay va ésser nomenat Pintor Oficial de Jordi III del Regne Unit. Però, a la dècada del 1760, Ramsay de mica en mica va anar deixant de pintar per a dedicar-se a altres afers que li interessaven.
L'escriptura de pamflets polítics, l'arqueologia clàssica (va tornar a visitar Roma els anys 1754-1757) i l'art de conversar ocuparen la major part dels seus darrers anys. Va tindre èxit en els cercles literaris (entre els seus models i amics es comptaven els filòsofs Voltaire, Denis Diderot, David Hume i Jean-Jacques Rousseau) i, juntament amb Adam Smith i David Hume, va fundar la Select Society a Edimburg el 1754 per a encoratjar el debat d'idees. El doctor Samuel Johnson (1709-1784) va dir d'ell:
| « | (...) "No trobareu cap home la conversa del qual demostri més instrucció, més informació i més elegància." | » |

Ramsay va ésser un dels dibuixants més bons entre els artistes del segle xviii i la Galeria Nacional d'Escòcia posseeix una bona col·lecció dels seus dibuixos.

## Galeria d'imatges

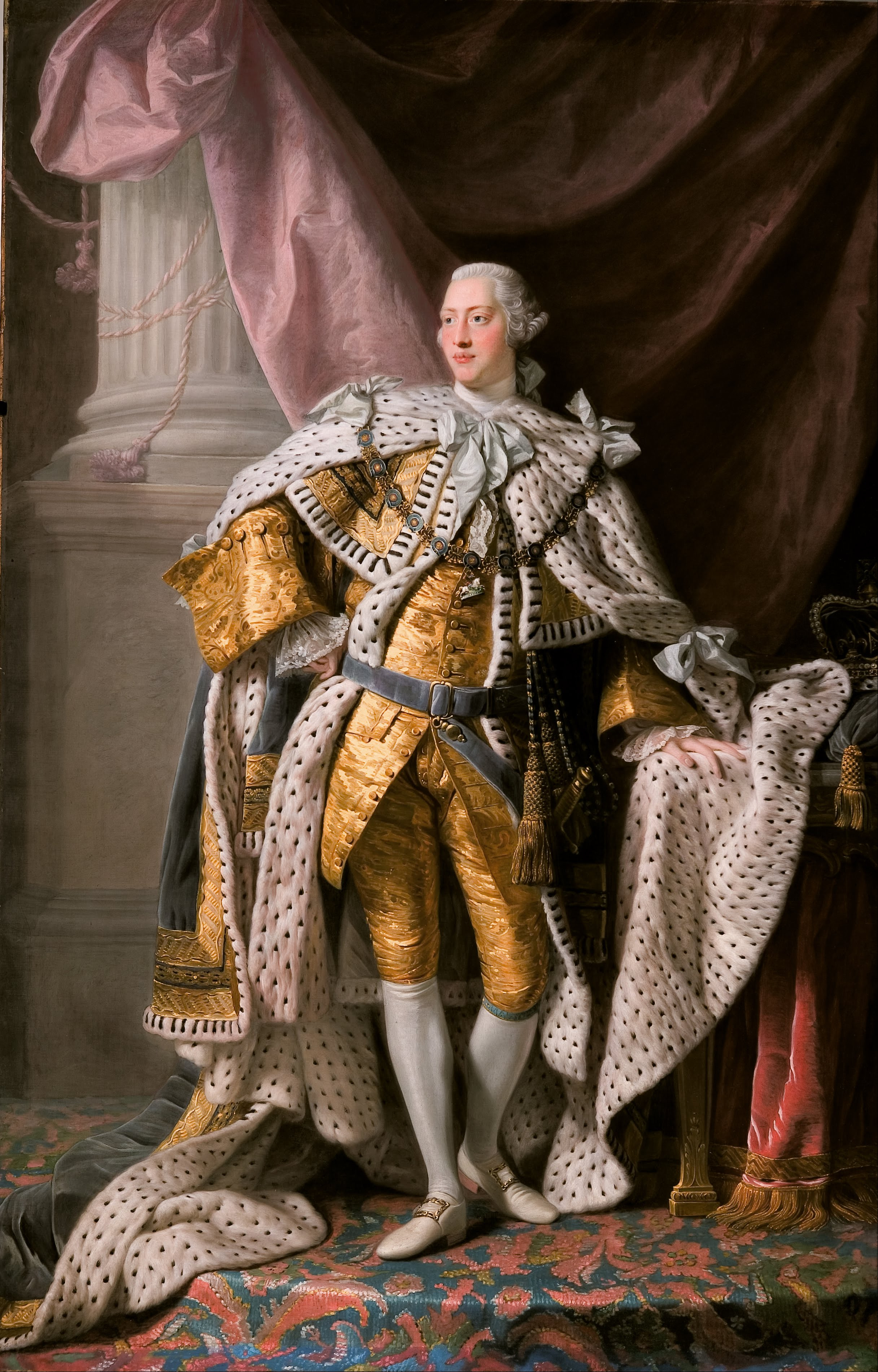
El rei Jordi III en roba de coronació (circa 1765 (?), Art Gallery of South Australia, Adelaida/Austràlia)
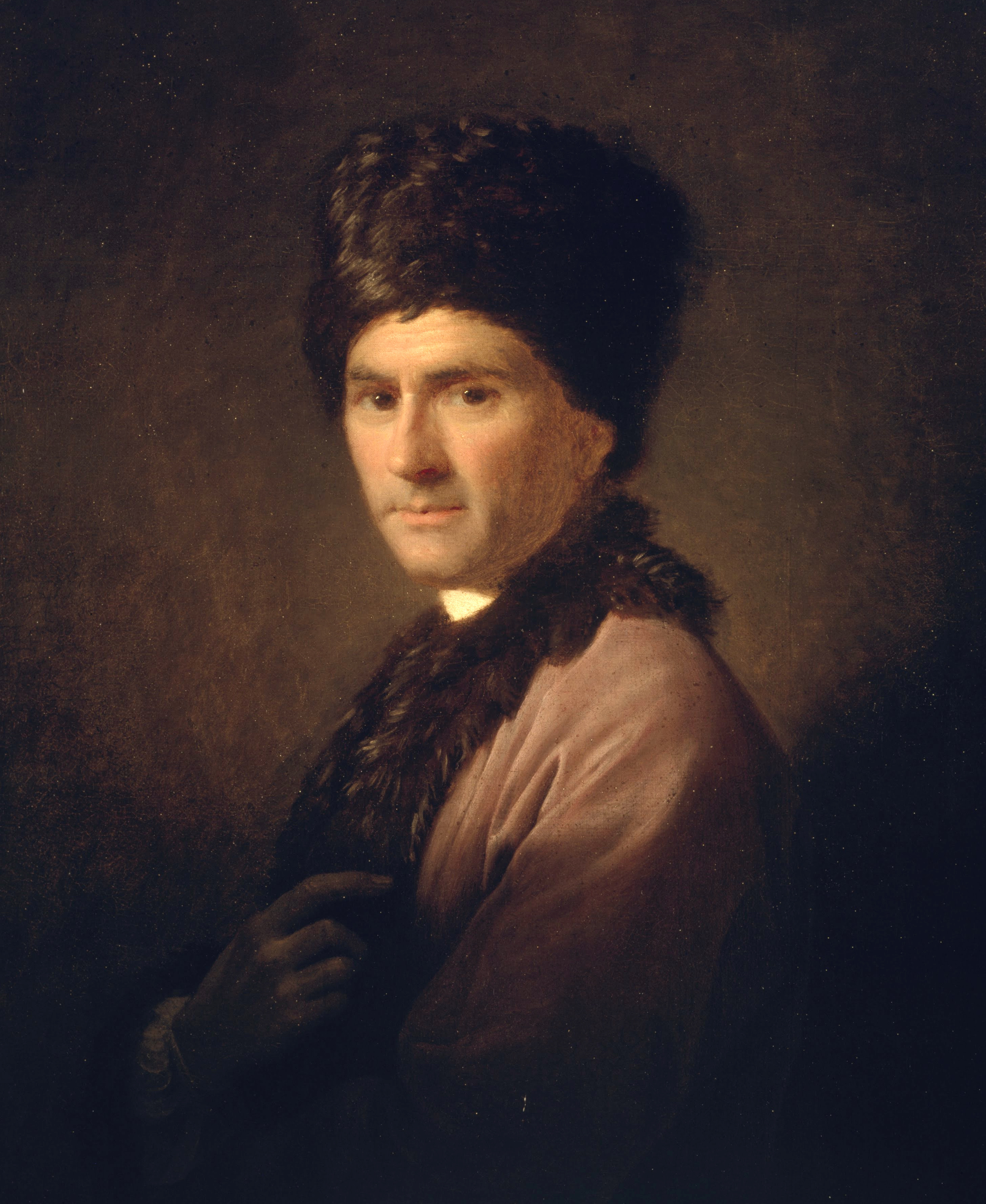
Jean-Jacques Rousseau amb vestit armeni (1766, National Gallery of Scotland, Edimburg)
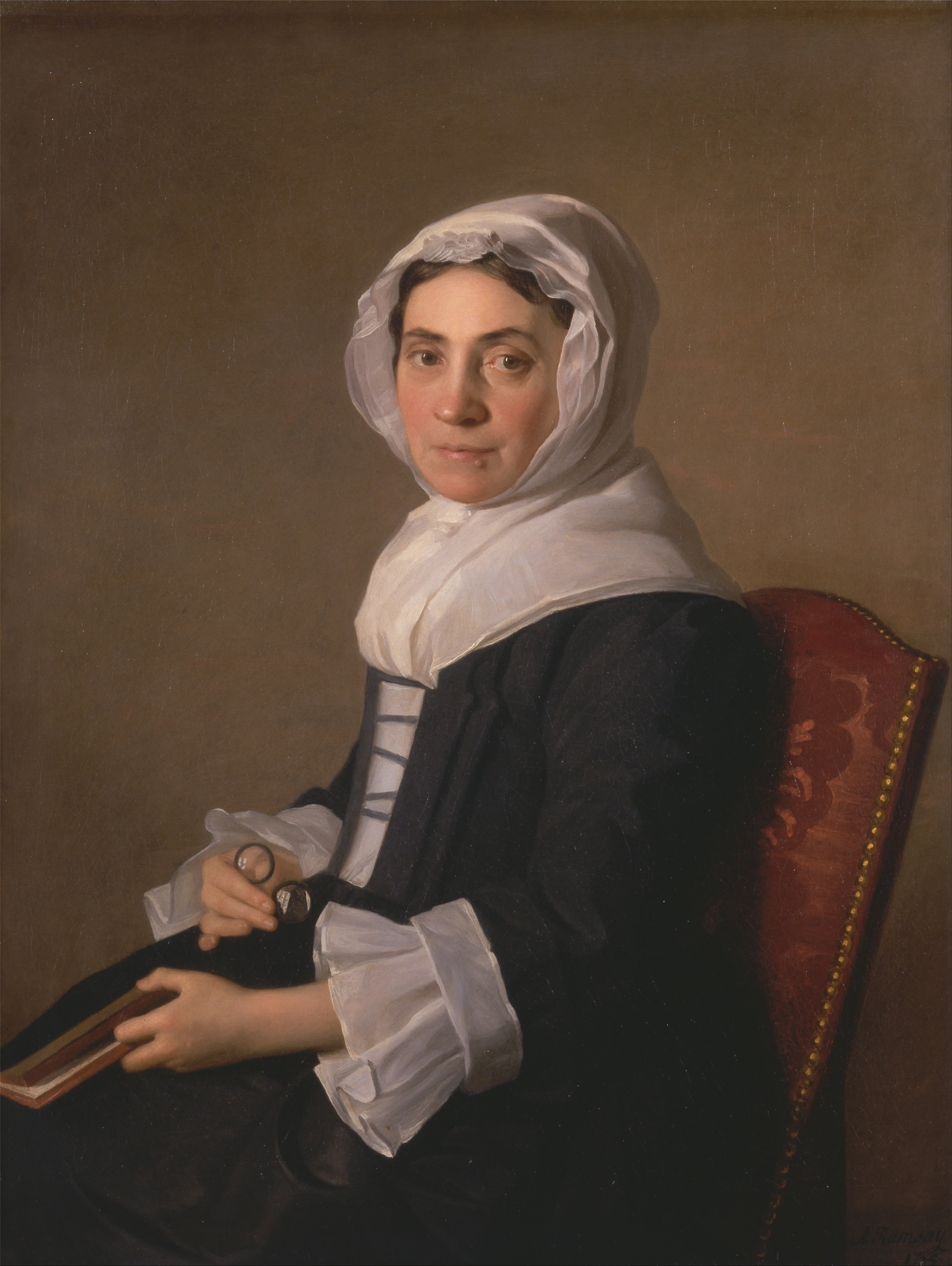
Mary Adam (1754, Centre d'Art Britànic de Yale, New Haven)
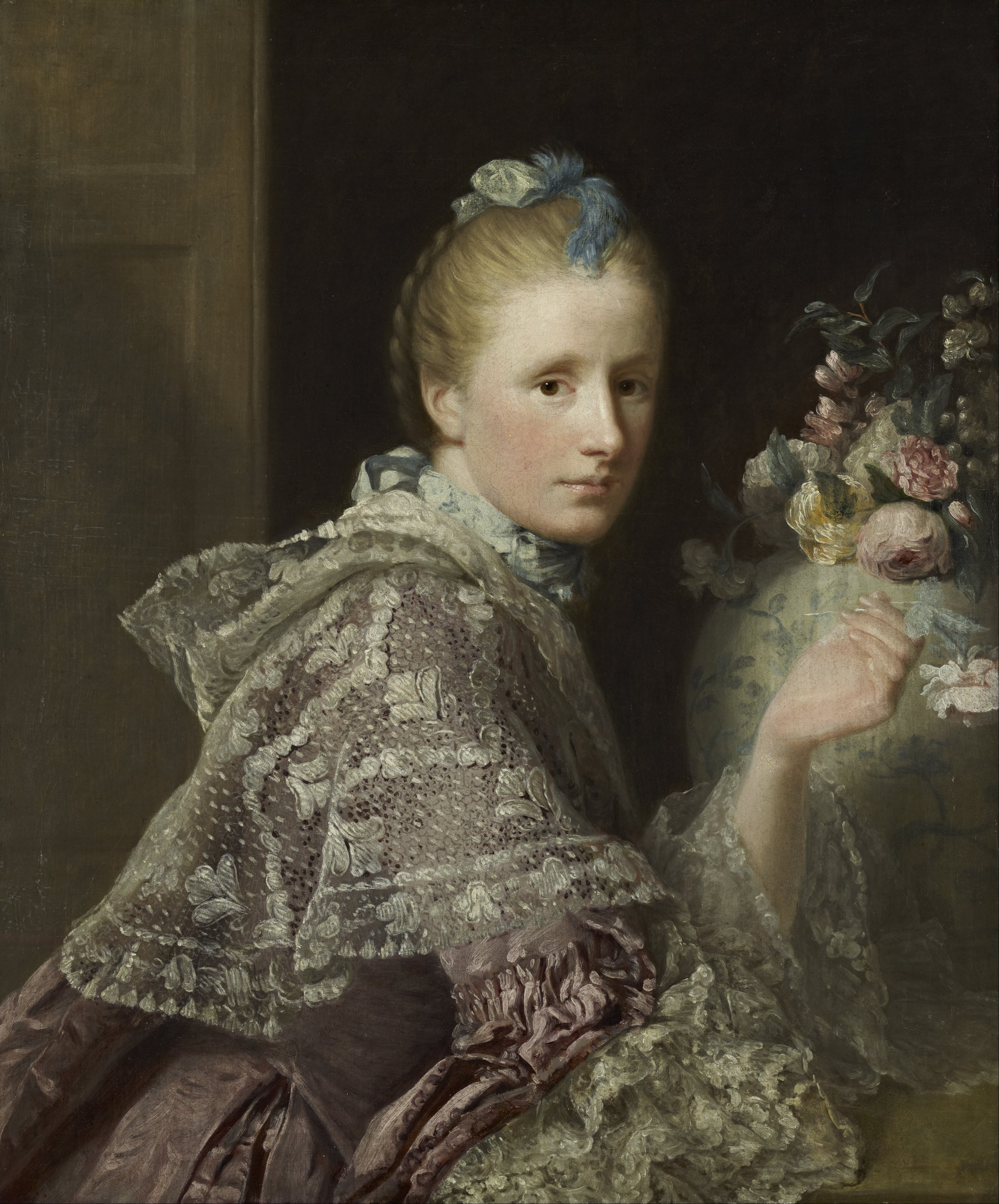
La muller de l'artista: Margaret Lindsay of Evelick (1758, National Gallery of Scotland, Edimburg)
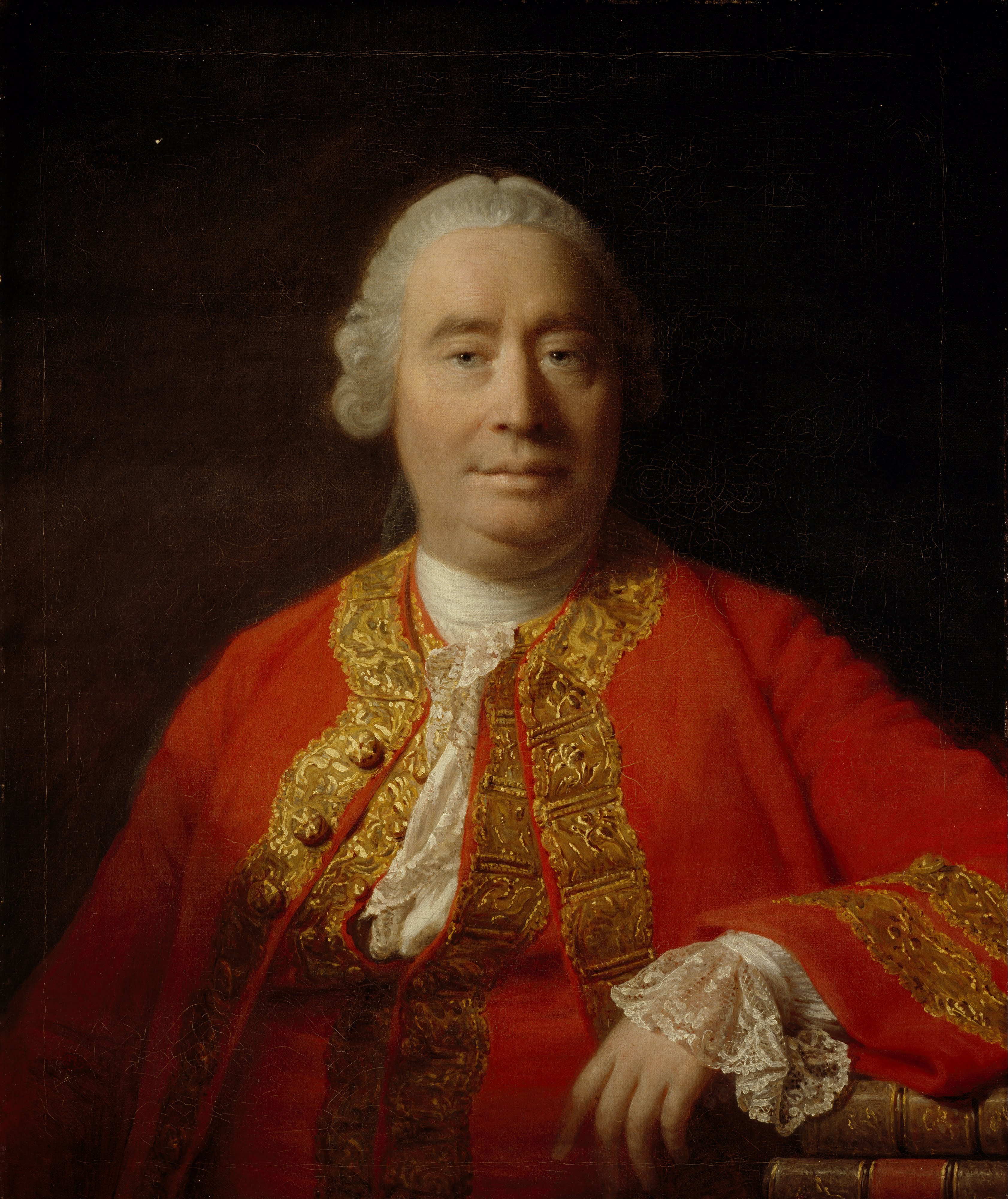
David Hume (1766, National Gallery of Scotland, Edimburg)
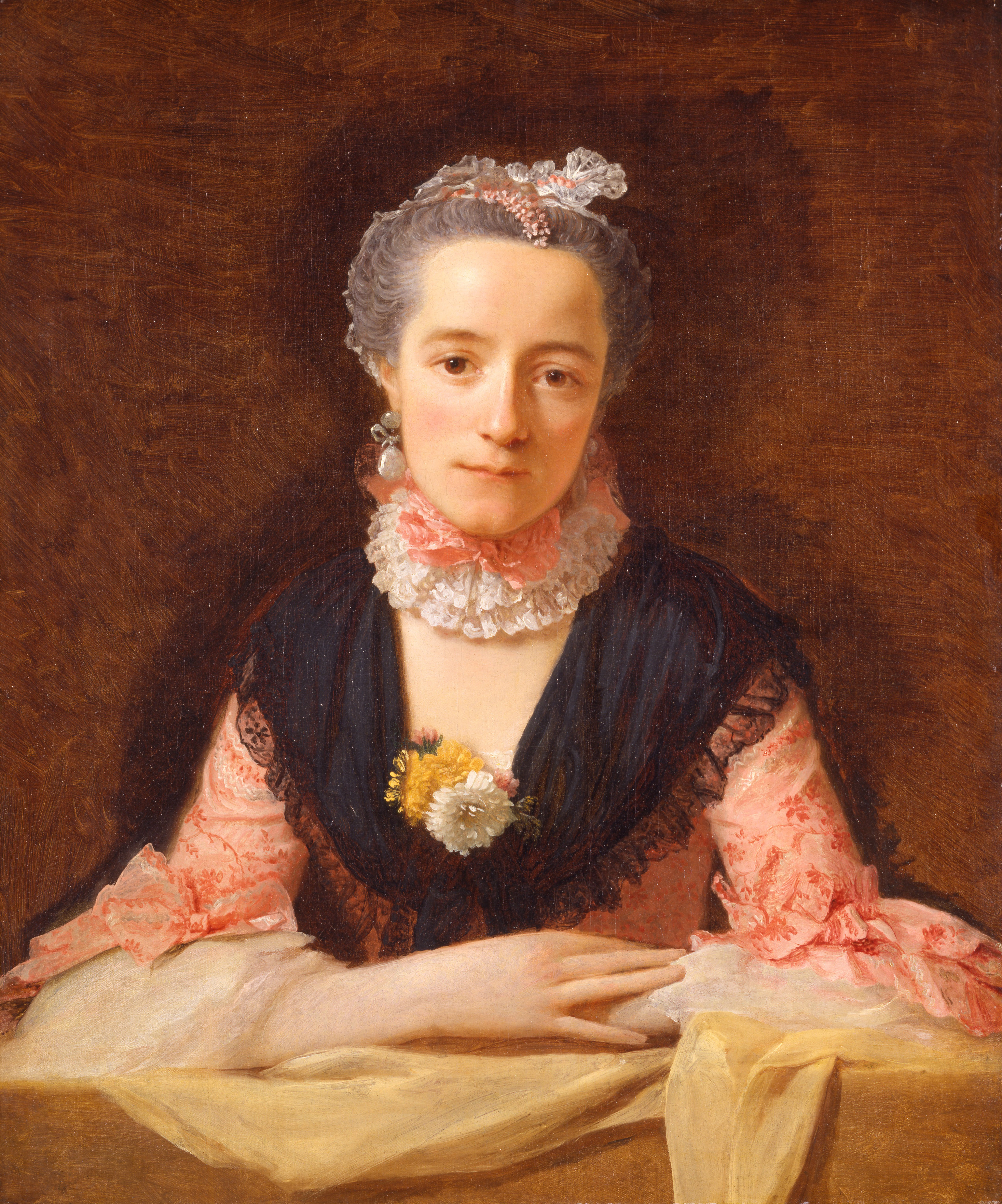
Dama amb un vestit de seda rosa (cap al 1762, Centre d'Art Britànic de Yale, New Haven)
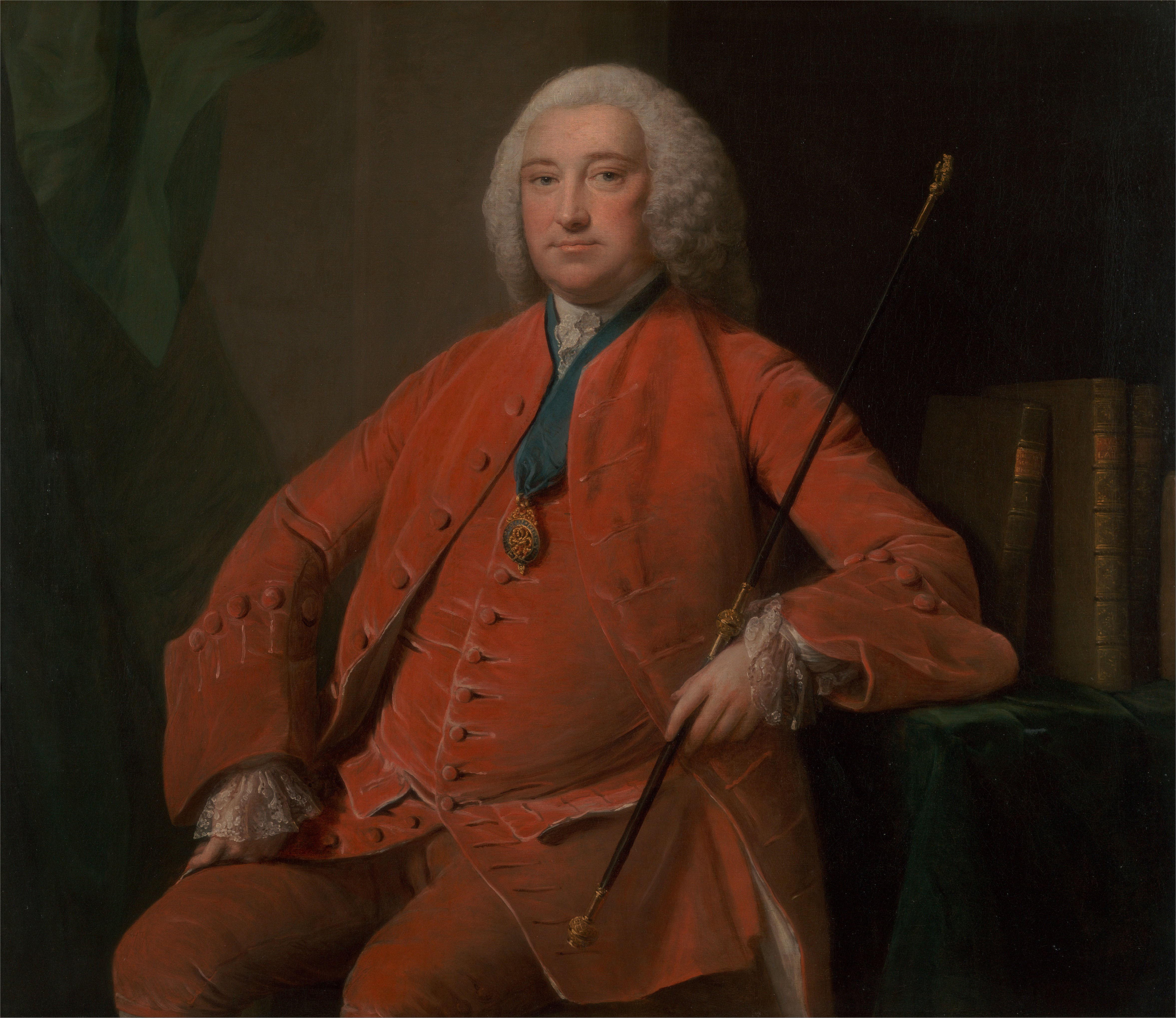
Henry Bellenden (cap al 1749, Centre d'Art Britànic de Yale, New Haven)
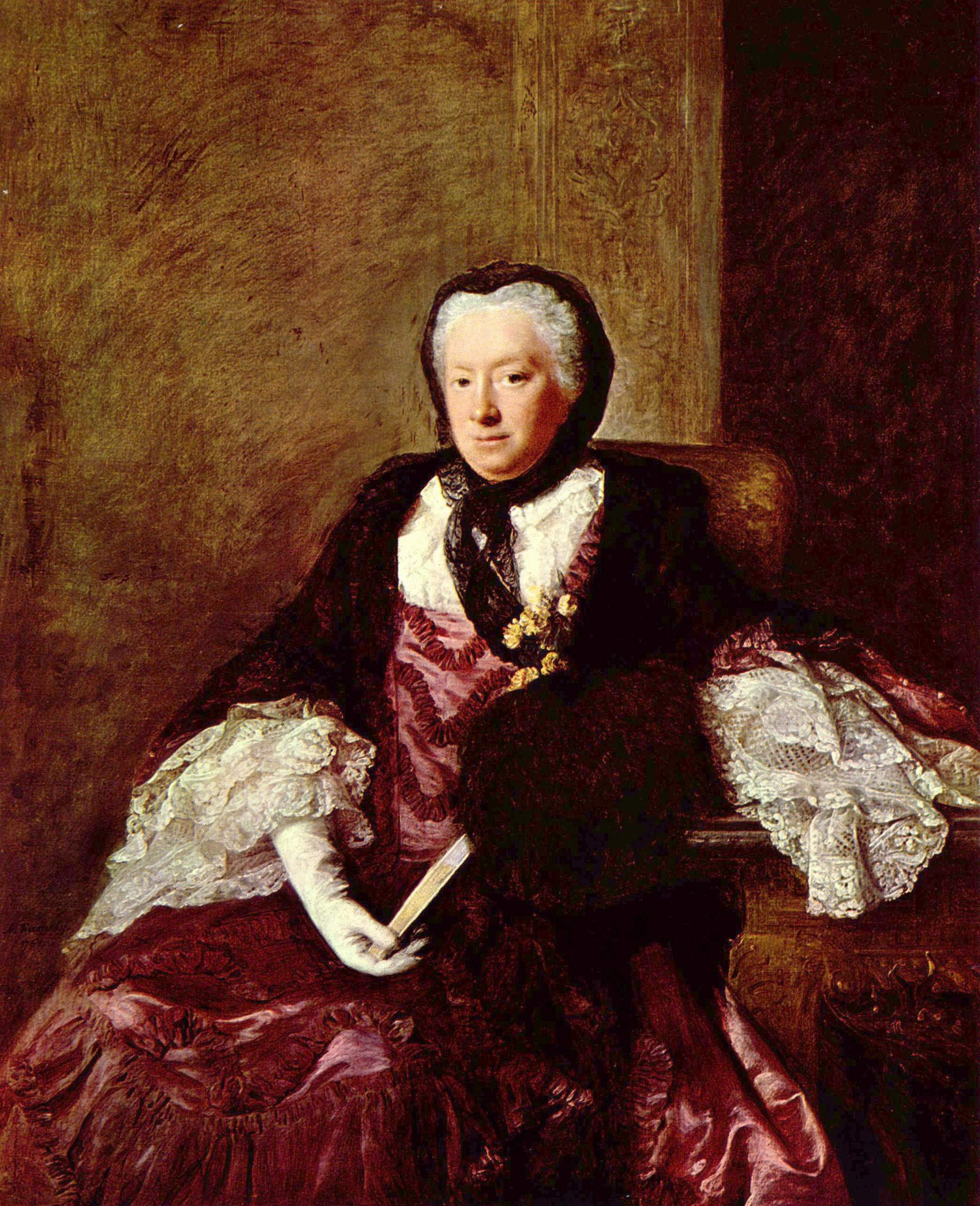
Mary Atkins (Mrs. Martin) (1761, Birmingham Museum and Art Gallery)
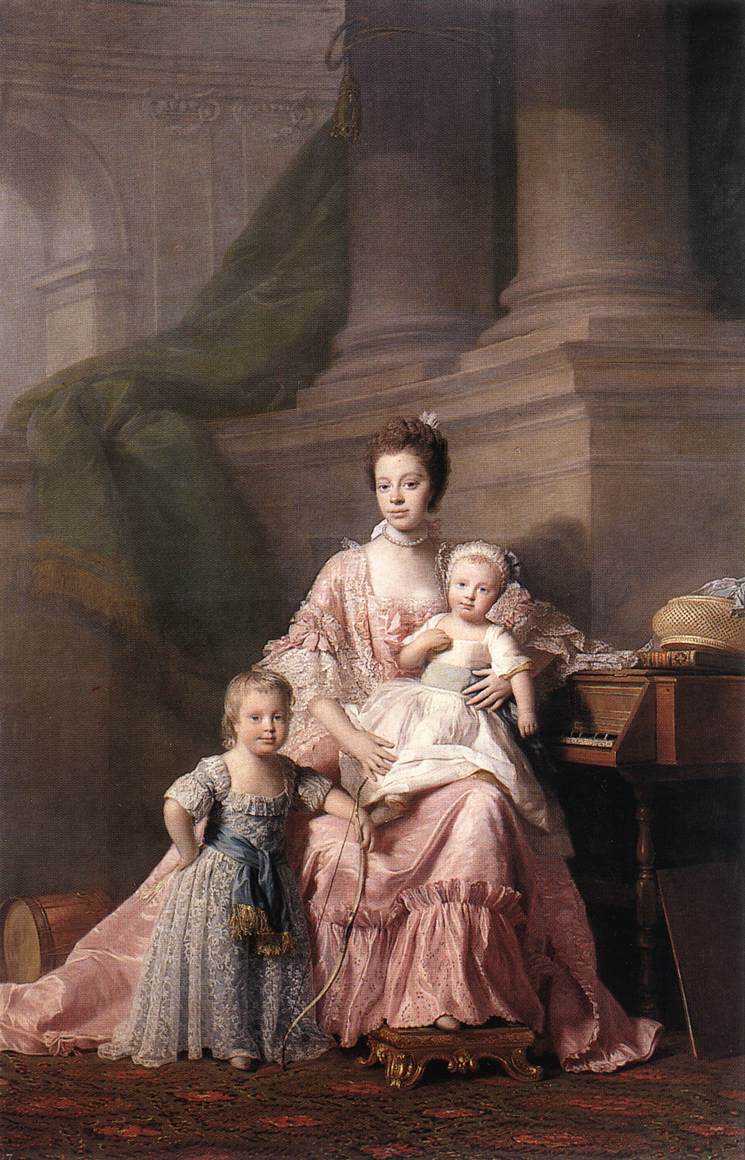
La reina Carlota amb els seus dos fills (cap al 1765, Col·lecció Reial del Castell de Windsor)
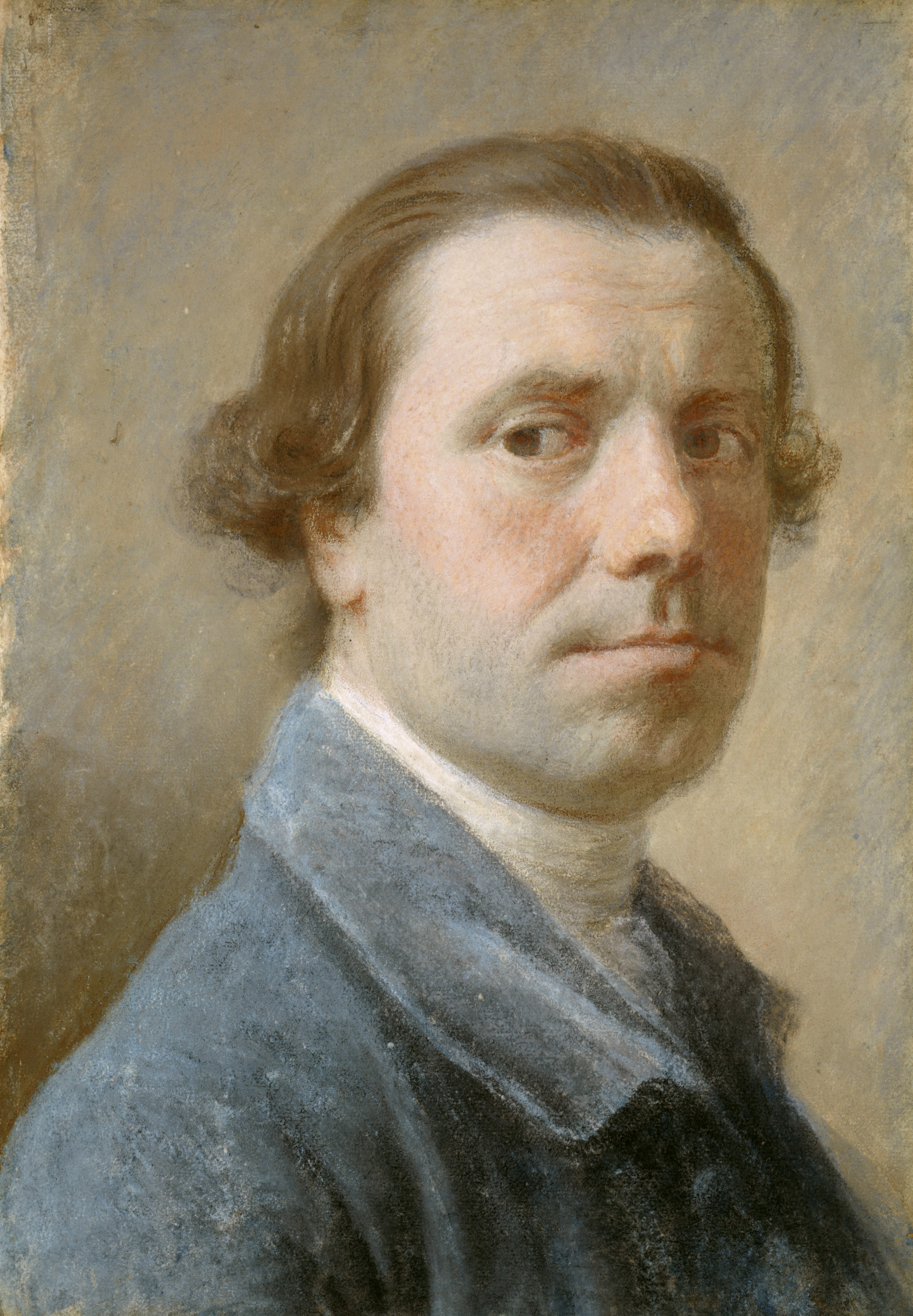
Autoretrat d'Allan Ramsay, 1756 (National Gallery of Scotland, Edimburg)
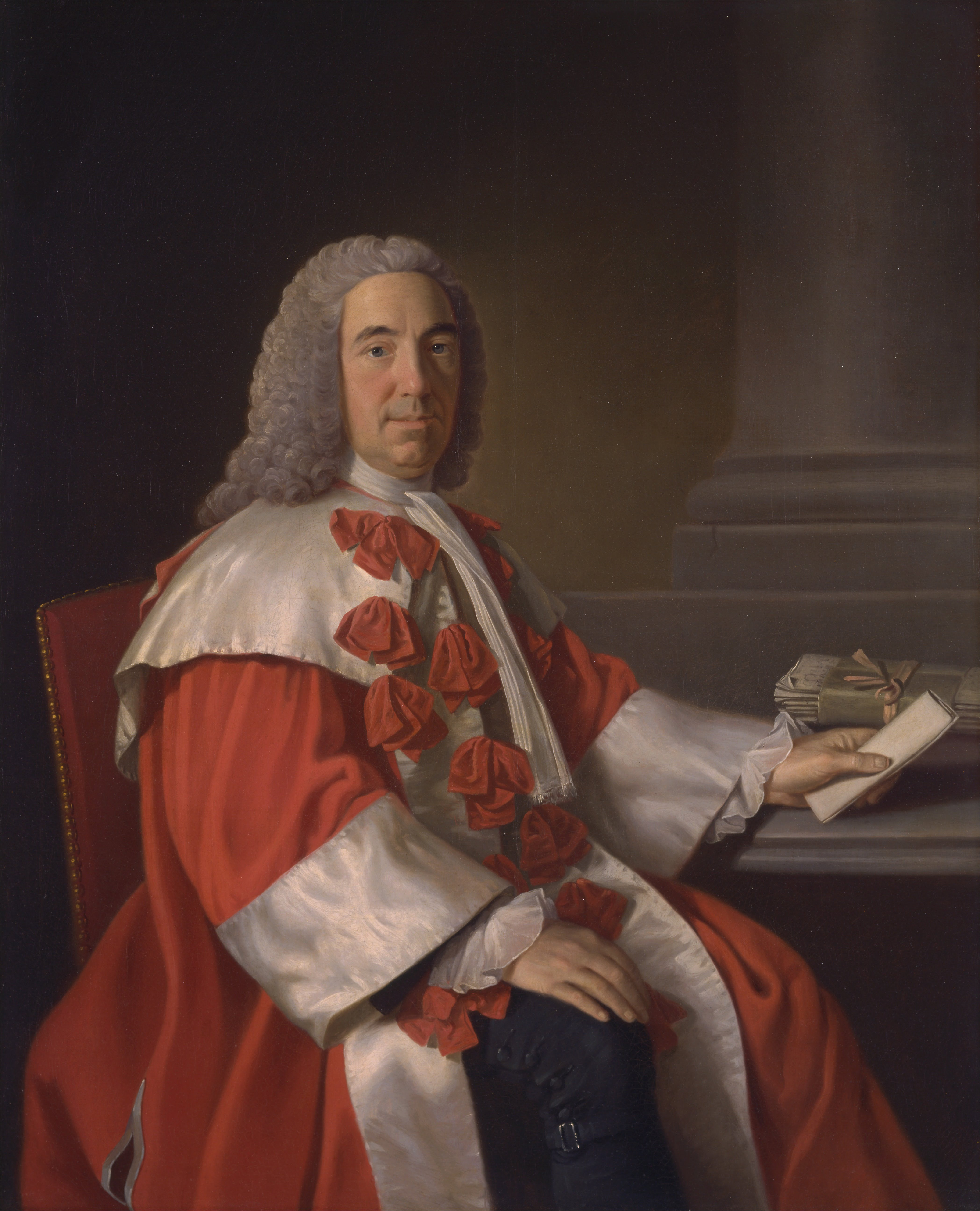
Alexander Boswell, Lord Auchinleck (1754-1755, Centre d'Art Britànic de Yale, New Haven)
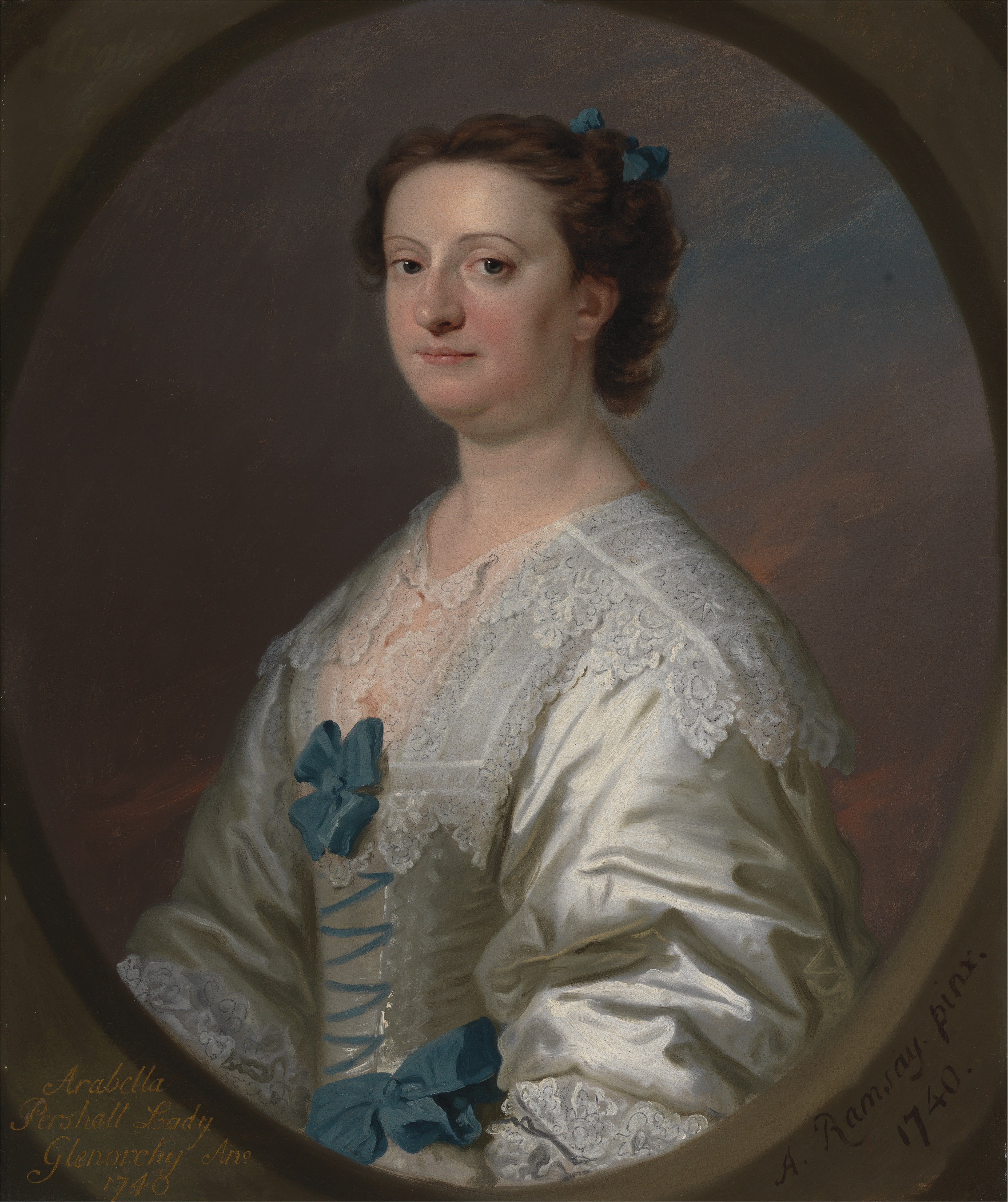
Arabella Pershall, Lady Glenorchy (1740, Centre d'Art Britànic de Yale, New Haven)
Retrat de Miss Craigie (1741, Denver Art Museum)
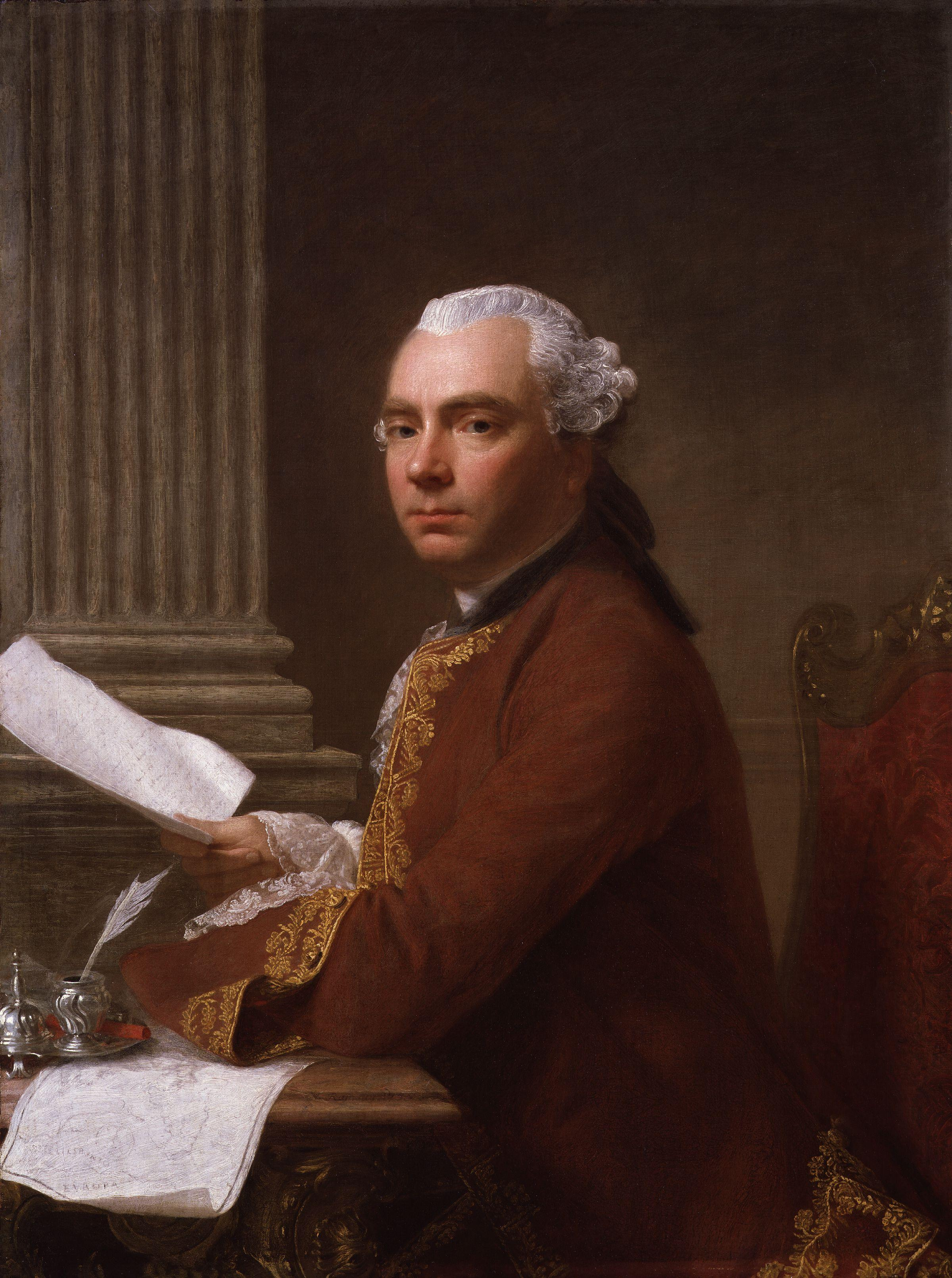
Robert Wood (National Portrait Gallery)
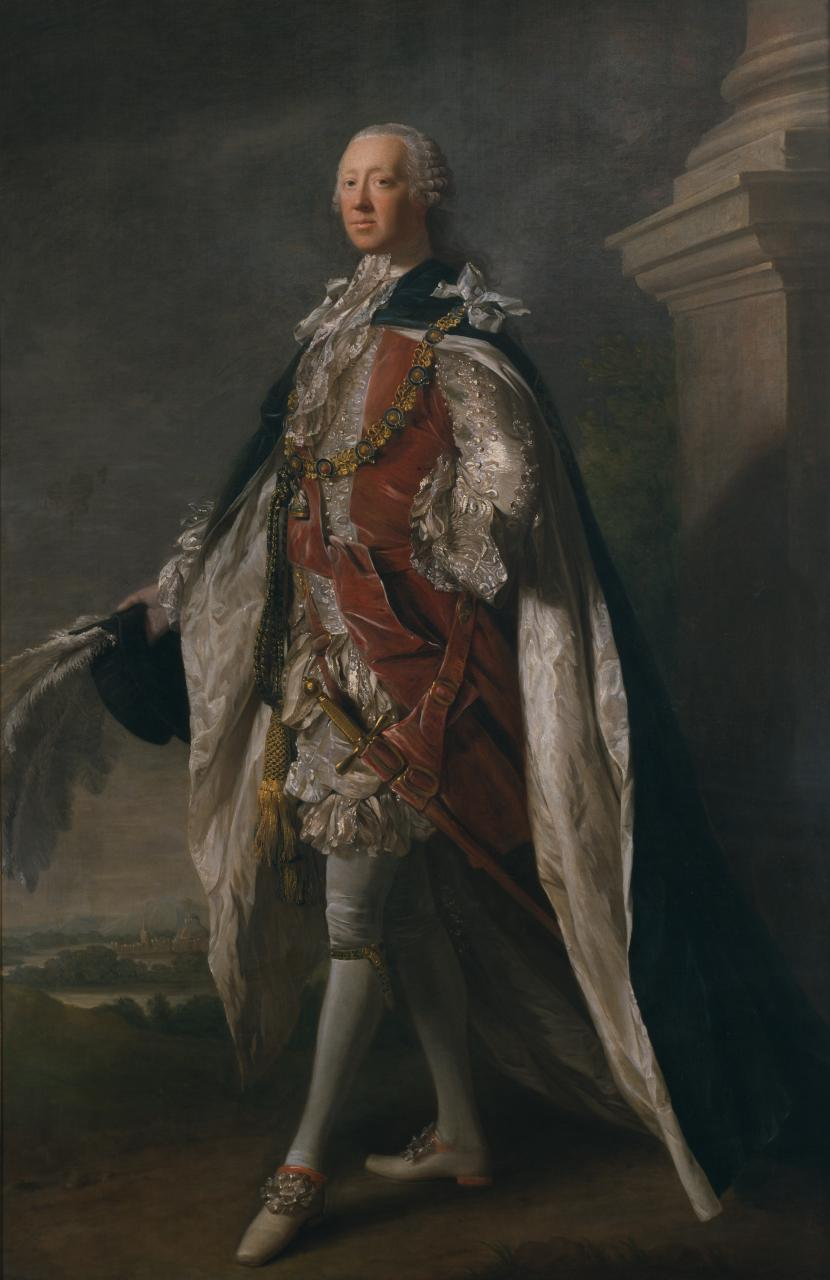
Richard Grenville-Temple (1762, National Gallery of Victoria, Melbourne/Austràlia)
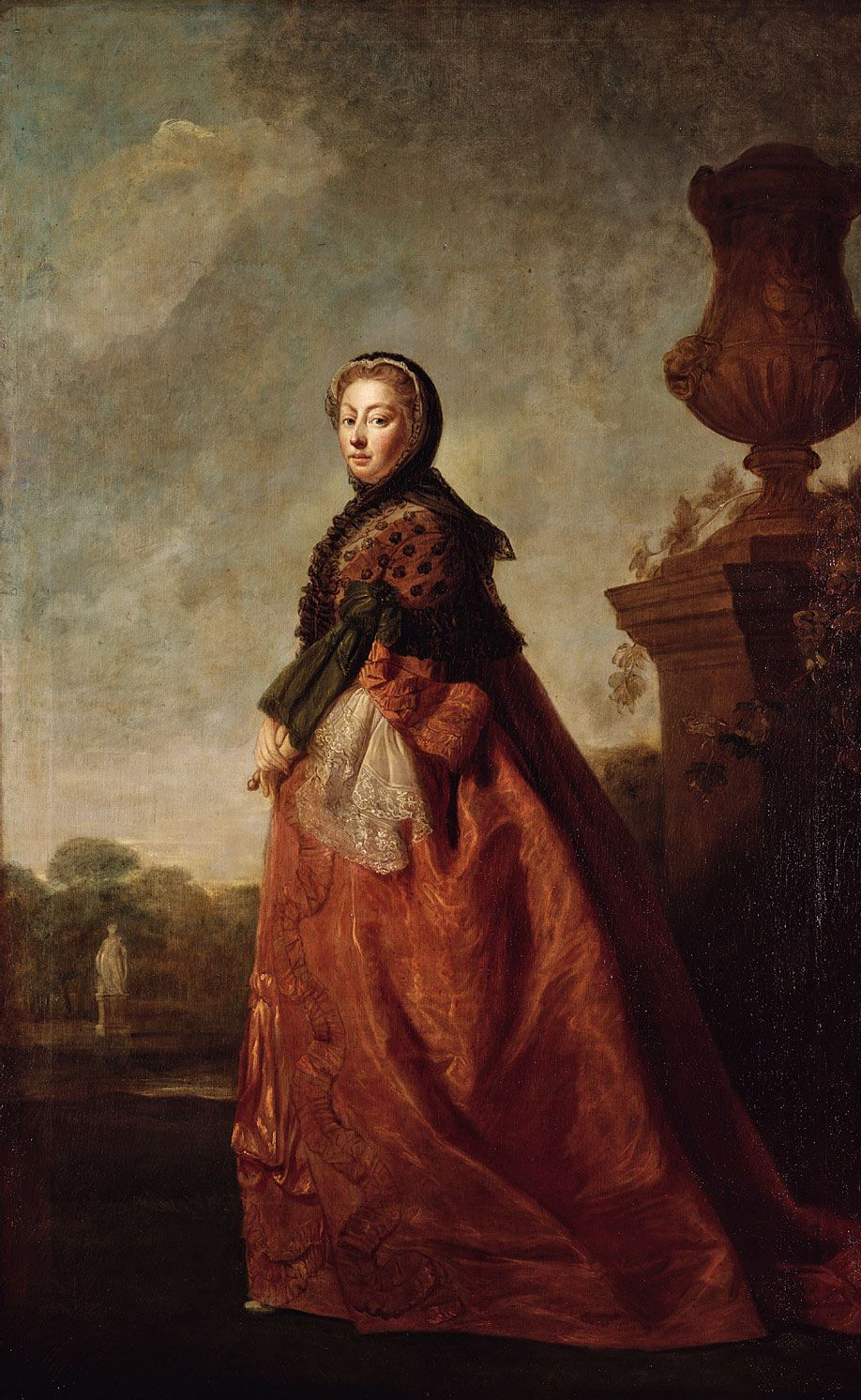
Retrat de la princesa Augusta de Saxònia-Gotha (vers el 1780, Col·lecció Reial del Regne Unit)
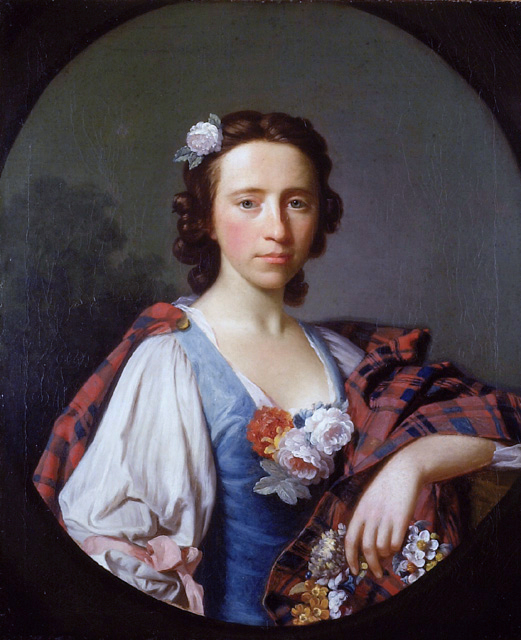
Retrat de Flora MacDonald
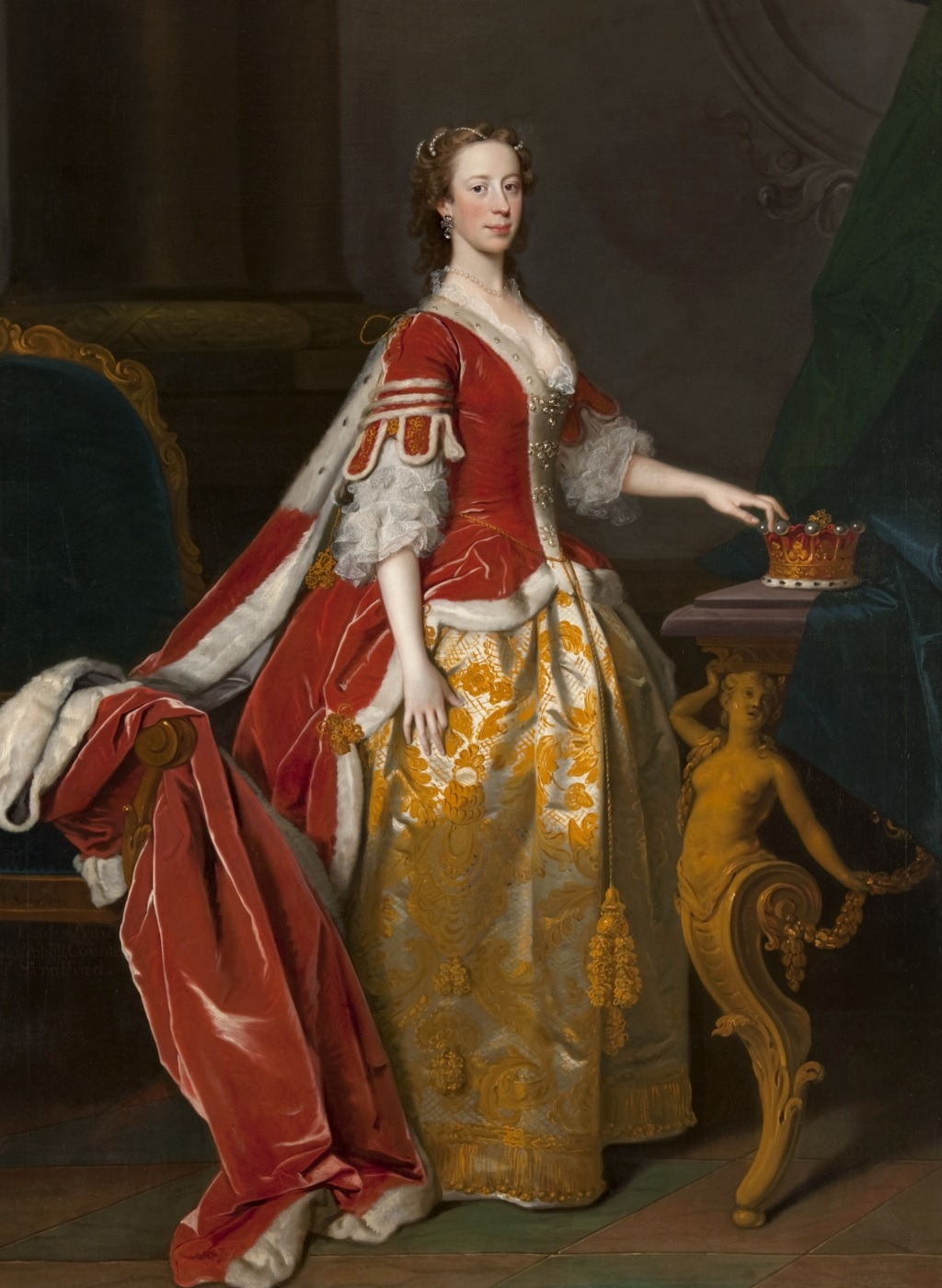
Lady Anne Campbell, Countess of Strafford (1743, Hunterian Museum and Art Gallery, Universitat de Glasgow)
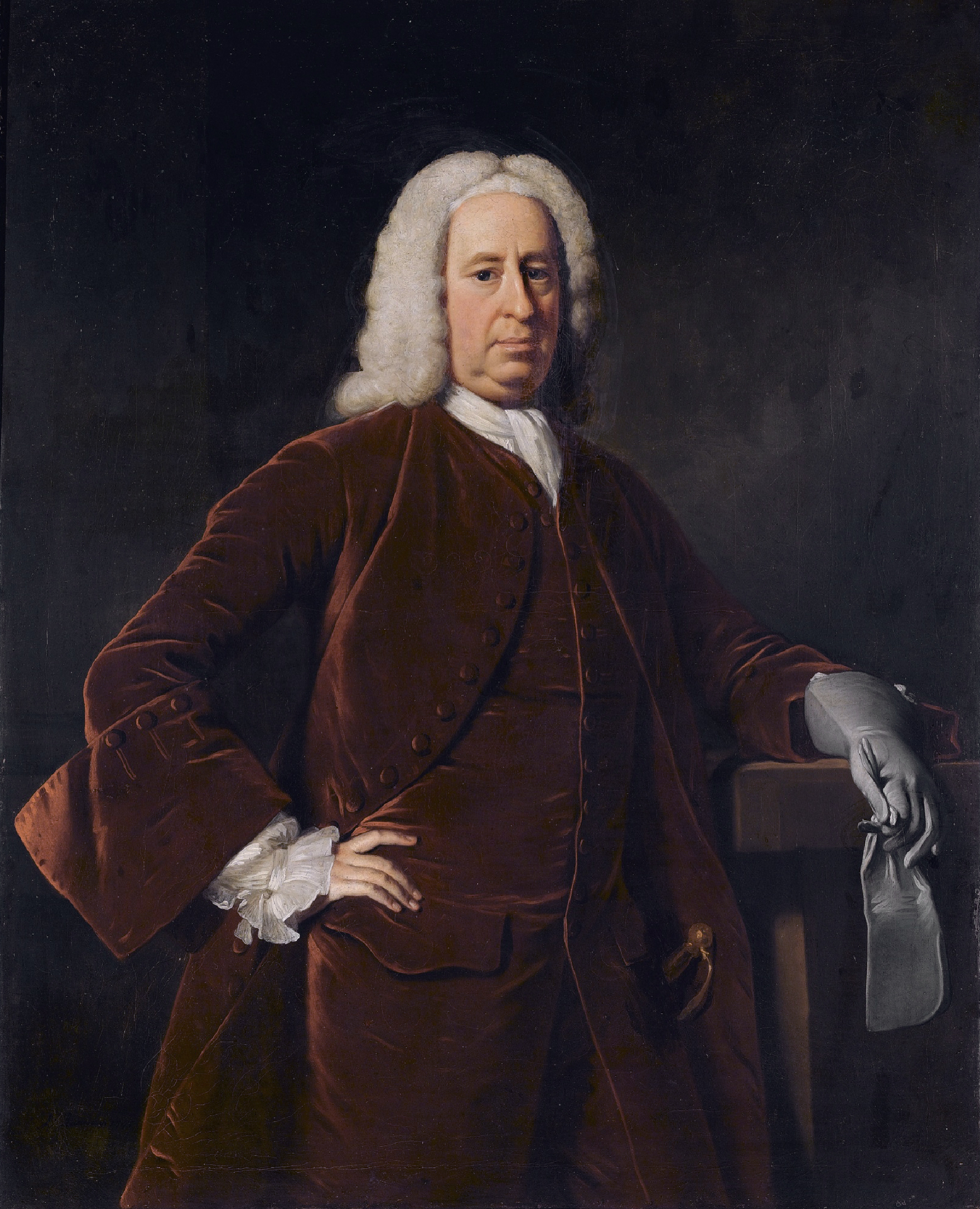
John Fitzgerald Villiers, 1st Earl of Grandison (1743)
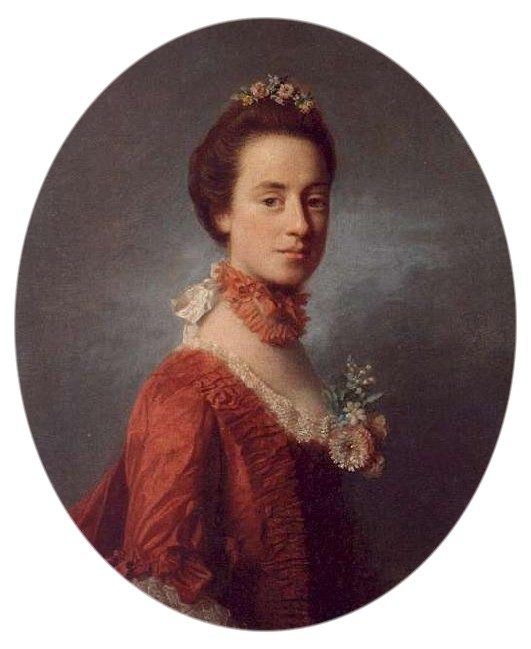
Mary Digges, Lady Robert Manners (vers el 1756, National Gallery of Scotland, Edimburg)
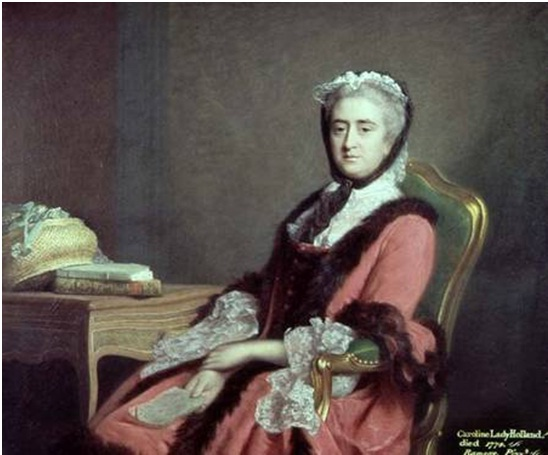
Retrat de Caroline Fox, 1st Baroness Holland (1766)